# 加トちゃん逸見のクイズスターの素顔ウラ顔
『加トちゃん逸見のクイズスターの素顔ウラ顔』（かトちゃんいつみのクイズスターのすがおウラがお）は、1988年9月2日から1991年10月25日までフジテレビ系列局で不定期放送されていたフジテレビ製作のクイズ番組である。正式名称は『初公開・芸能界㊙話スターの素顔ウラ顔』。

## 概要
金曜の単発特別番組枠『金曜おもしろバラエティ』→『金曜ファミリーランド』内で不定期放送されていた番組。番組は、筆記クイズでは主に芸能人のエピソードについて、早押しクイズでは主に芸能人の特技についてVTRを使って出題していた｡

## 主な問題
- すっぴん美人（早押しクイズ）
- 通知表クイズ
- 大食いクイズ（最終問題）
- 皿乗せクイズ（最終問題）

など

## 放送日時
| 回 | 放送日         | 放送時間           | 放送枠                 |
| -- | -------------- | ------------------ | ---------------------- |
| 1  | 1988年9月2日   | 金曜 19:30 - 20:54 | 金曜おもしろバラエティ |
| 2  | 1989年2月3日   | 金曜 19:30 - 20:54 | 金曜おもしろバラエティ |
| 3  | 1989年8月25日  | 金曜 19:30 - 20:54 | 金曜おもしろバラエティ |
| 4  | 1990年1月19日  | 金曜 19:00 - 20:54 | 金曜おもしろバラエティ |
| 5  | 1990年7月13日  | 金曜 19:30 - 20:54 | 金曜おもしろバラエティ |
| 6  | 1990年10月26日 | 金曜 19:00 - 20:54 | 金曜ファミリーランド   |
| 7  | 1991年10月25日 | 金曜 19:30 - 20:54 | 金曜ファミリーランド   |

参考：『下野新聞』下野新聞社、1988年9月2日 - 1991年10月25日のラジオ・テレビ欄。

## 出演者

### 司会
- 加藤茶
- 逸見政孝

### 解答者
（五十音順）
- アグネス・チャン
- 東ちづる
- 清水ミチコ
- ダウンタウン
- 西川忠志
- 野沢直子
- 布川敏和
- 松本明子
- 美川憲一
- 山口美江
- 吉村明宏
- 渡辺正行
- ほか